# Оддер (коммуна)
Оддер (дат. Odder Kommune) — датская коммуна в составе области Центральная Ютландия. Площадь — 225,13 км², что составляет 0,52 % от площади Дании без Гренландии и Фарерских островов. Численность населения на 1 января 2008 года — 21562 чел. (мужчины — 10665, женщины — 10897; иностранные граждане — 700)

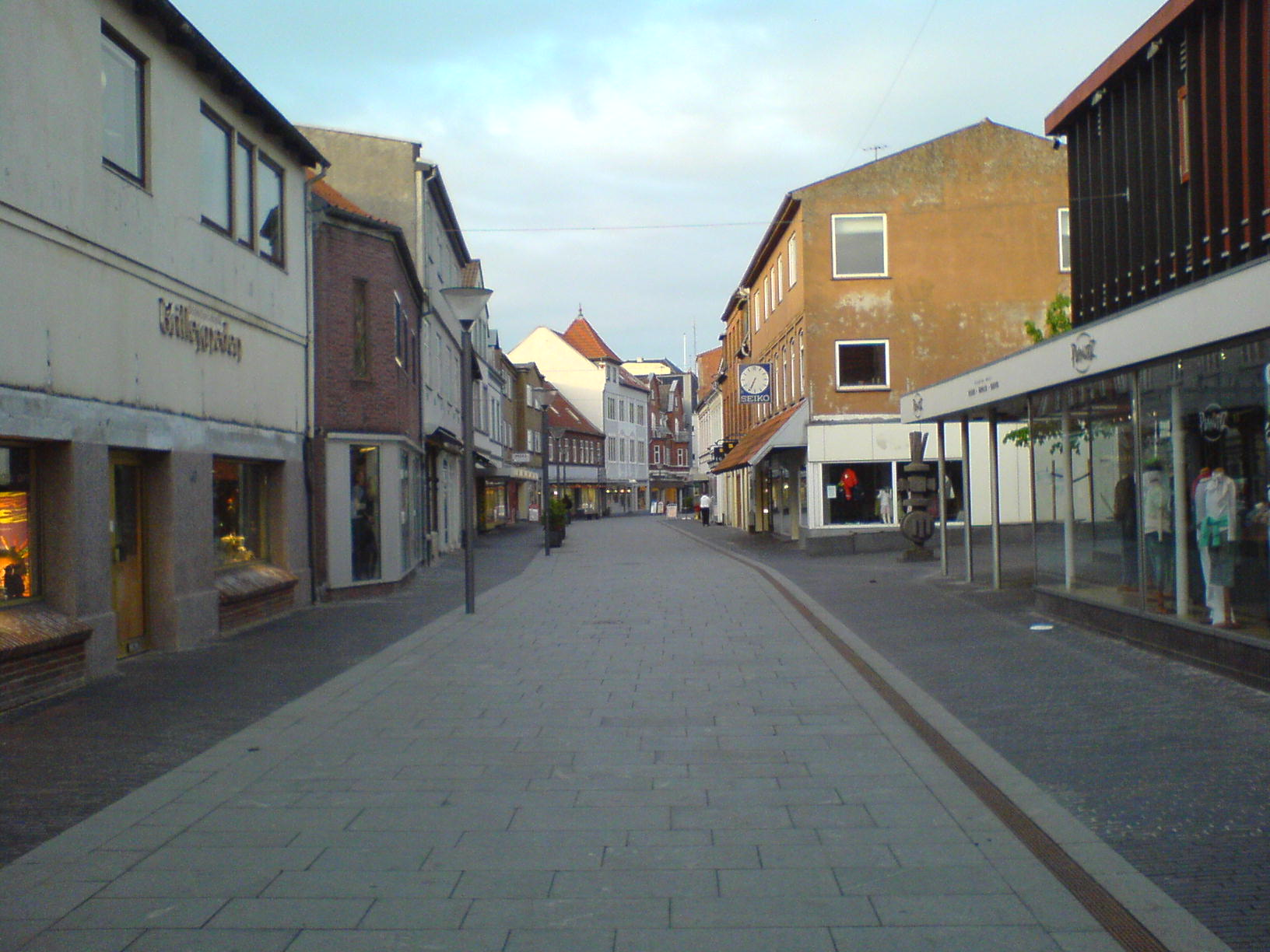
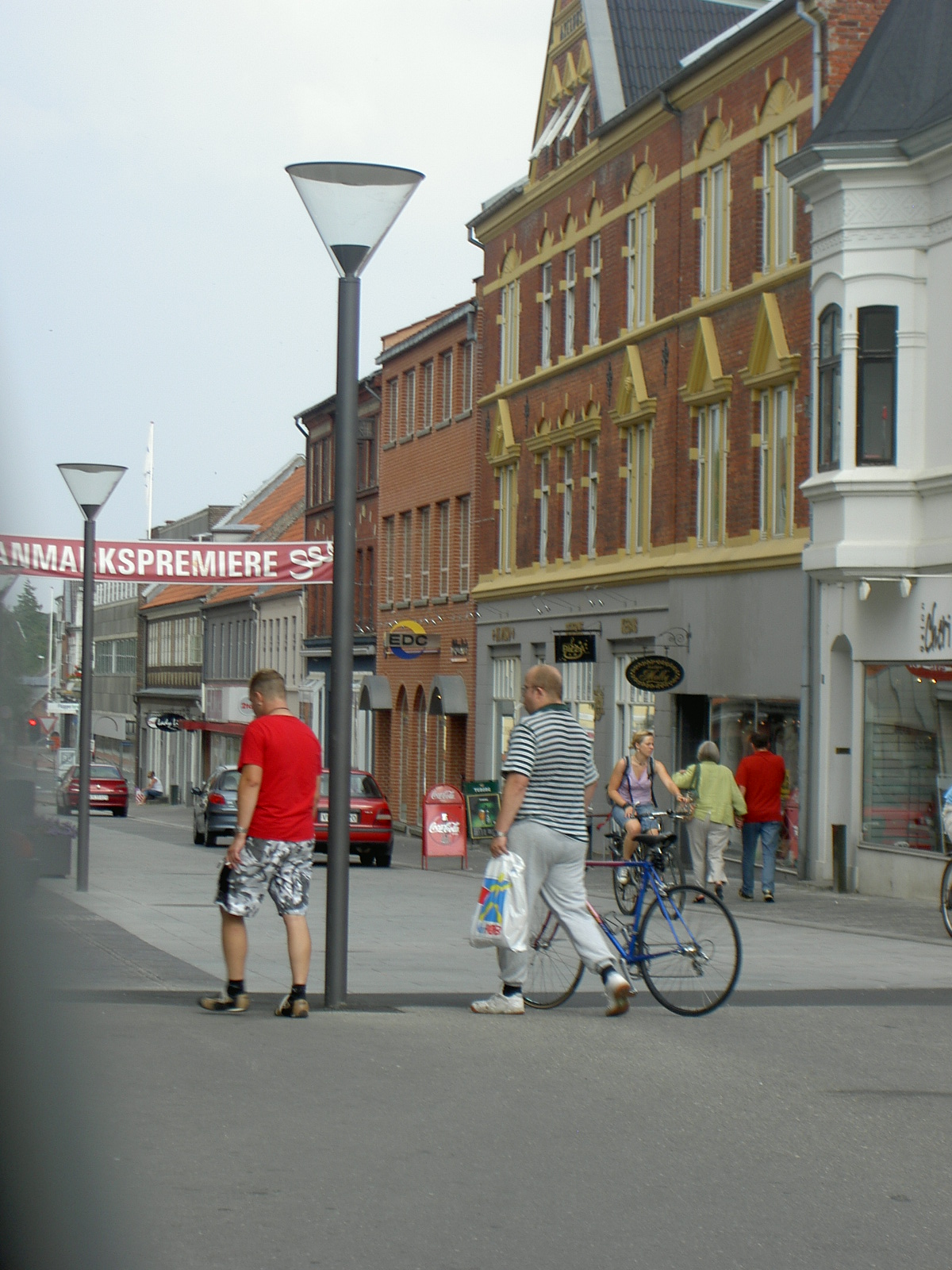

## Железнодорожные станции
- Асседруп (Assedrup)
- Оддер (Odder)
- Парквай (Parkvej)
- Руде Хаувай (Rude Havvej)